# District de Shahid Bhagat Singh Nagar
Le district de Shahid Bhagat Singh Nagar est un des 22 districts de l'état indien du Pendjab. 
Il s'appelait jusqu'en 2010 district de Nawanshahr et a été renommé en l'honneur de Bhagat Singh, militant du mouvement pour l'Indépendance de l'Inde.

## Géographie
Le district a une population de 612 310 habitants pour une superficie de 1 282 km2.